# México en la clasificación de Concacaf para la Copa Mundial de Fútbol de 1978
La selección de fútbol de México fue uno de los deiciséis equipos nacionales que participaron en la Clasificación de Concacaf para la Copa Mundial de Fútbol, en la cual definió un representante para la Copa Mundial de Fútbol de 1978 que se desarrollaría en Argentina.
México comenzó el camino en la zona de Norteamérica, enfrentándose a las selecciones de Estados Unidos y Canadá. Contra Estados Unidos empató 0-0 y ganó 3-0 y frente a Canadá perdió 1-0 y volvió a empatar sin goles.
Con estos resultados, pasó a como primero a la ronda final que se disputó en el país, donde ganó todos sus cinco partidos y se llevó el título del Campeonato de Naciones de la Concacaf 1977.

## Sistema de juego
Los equipos se dividieron en tres zonas atendiendo a consideraciones geográficas. En cada zona se clasificarían dos equipos, hasta formar una ronda final compuesta por una liguilla con seis equipos que se enfrentaban en un sistema de todos contra todos y cuyo campeón obtendría el boleto al Mundial de 1978.
La liguilla en cuestión fue disputada en México y coincidía con el Campeonato de Naciones 1977.

## Sedes
| Toluca de Lerdo   | Puebla             | Ciudad de México   | Monterrey             |
| ----------------- | ------------------ | ------------------ | --------------------- |
| Estadio Toluca 70 | Estadio Cuauhtémoc | Estadio Azteca     | Estadio Universitario |
| Capacidad: 40 000 | Capacidad: 35 000  | Capacidad: 110 000 | Capacidad: 55 000     |
|                   |                    |                    |                       |

## Jugadores
| #    | Posición                                         | Nombre                                           | Club                                             |
| ---- | ------------------------------------------------ | ------------------------------------------------ | ------------------------------------------------ |
| 1    | Portero                                          | Pilar Reyes                                      | UANL                                             |
| 2    | Portero                                          | Francisco Castrejón                              | América                                          |
| 3    | Defensa                                          | Arturo Vázquez Ayala                             | UNAM                                             |
| 4    | Defensa                                          | René Trujillo                                    | América                                          |
| 5    | Defensa                                          | Javier Guzmán                                    | Cruz Azul                                        |
| 6    | Defensa                                          | Manuel Nájera                                    | U. de G.                                         |
| 7    | Defensa                                          | Eduardo Ramos                                    | Guadalajara                                      |
| 8    | Defensa                                          | Alfredo Tena                                     | América                                          |
| 9    | Defensa                                          | Carlos Gómez                                     | León                                             |
| 10   | Centrocampista                                   | Antonio de la Torre                              | América                                          |
| 11   | Centrocampista                                   | José Luis Real                                   | Guadalajara                                      |
| 12   | Centrocampista                                   | Manuel Guillén                                   | U. de G.                                         |
| 13   | Centrocampista                                   | Francisco Solís                                  | Monterrey                                        |
| 14   | Centrocampista                                   | Rafael Chávez                                    | U. de G.                                         |
| 15   | Centrocampista                                   | Javier Cárdenas                                  | Toluca                                           |
| 16   | Delantero                                        | Raúl Isiordia                                    | Atlético Español                                 |
| 17   | Delantero                                        | Cristóbal Ortega                                 | América                                          |
| 18   | Delantero                                        | José de Jesús Aceves                             | América                                          |
| 19   | Delantero                                        | Alfredo Jiménez                                  | Cruz Azul                                        |
| 20   | Delantero                                        | Víctor Rangel                                    | Guadalajara                                      |
| 21   | Delantero                                        | Leonardo Cuéllar                                 | UNAM                                             |
| 22   | Delantero                                        | Luis Montoya                                     | Monterrey                                        |
| 23   | Delantero                                        | Hugo Dávila                                      | Unión de Curtidores                              |
| 24   | Delantero                                        | Rubén Anguiano                                   | U. de G.                                         |
| 25   | Delantero                                        | Pedro Damián Álvarez                             | Guadalajara                                      |
| 26   | Delantero                                        | Hugo Sánchez                                     | UNAM                                             |
| Ent. | Ignacio Trelles (1976), José Antonio Roca (1977) | Ignacio Trelles (1976), José Antonio Roca (1977) | Ignacio Trelles (1976), José Antonio Roca (1977) |

## Partidos

### Zona de Norteamérica
| Equipo         | Pts. | PJ | PG | PE | PP | GF | GC | Dif |
| -------------- | ---- | -- | -- | -- | -- | -- | -- | --- |
| México         | 4    | 4  | 1  | 2  | 1  | 3  | 1  | 2   |
| Canadá         | 4    | 4  | 1  | 2  | 1  | 2  | 3  | -1  |
| Estados Unidos | 4    | 4  | 1  | 2  | 1  | 3  | 4  | -1  |

| 3 de octubre de 1976 | Estados Unidos | 0:0 | México | Memorial Coliseum, Los Ángeles                           |  |
|                      |                |     |        | Asistencia: 31 171 espectadores Árbitro(s): Dante Maglio |  |

| Uniformes | Uniformes |
| --------- | --------- |
|           |           |

| 10 de octubre de 1976 | Canadá      | 1:0 (1:0) | México | Empire Stadium, Vancouver                                    |                                                              |
|                       | Parsons 32' |           |        | Asistencia: 17 939 espectadores Árbitro(s): Toros Kibritjian | Asistencia: 17 939 espectadores Árbitro(s): Toros Kibritjian |

| Uniformes | Uniformes |
| --------- | --------- |
|           |           |

| 15 de octubre de 1976 | México                                      | 3:0 (2:0) | Estados Unidos | Estadio Cuauhtémoc, Puebla de Zaragoza                       |                                                              |
|                       | Solís 28' · Álvarez 40' · Dávila 83' (pen.) |           |                | Asistencia: 35 000 espectadores Árbitro(s): Werner Winsemann | Asistencia: 35 000 espectadores Árbitro(s): Werner Winsemann |

| Uniformes | Uniformes |
| --------- | --------- |
|           |           |

| 27 de octubre de 1976 | México | 0:0 | Canadá | Estadio Toluca 70, Toluca de Lerdo                         |  |
|                       |        |     |        | Asistencia: 26 719 espectadores Árbitro(s): Henry Landauer |  |

| Uniformes | Uniformes |
| --------- | --------- |
|           |           |

### Ronda final
| Equipo      | Pts. | PJ | PG | PE | PP | GF | GC | Dif |
| ----------- | ---- | -- | -- | -- | -- | -- | -- | --- |
| México      | 10   | 5  | 5  | 0  | 0  | 20 | 5  | 15  |
| Haití       | 7    | 5  | 3  | 1  | 1  | 6  | 6  | 0   |
| El Salvador | 5    | 5  | 2  | 1  | 2  | 8  | 9  | -1  |
| Canadá      | 5    | 5  | 2  | 1  | 2  | 7  | 8  | -1  |
| Guatemala   | 3    | 5  | 1  | 1  | 3  | 8  | 10 | -2  |
| Surinam     | 0    | 5  | 0  | 0  | 5  | 6  | 17 | -11 |

| 9 de octubre de 1977 | México                            | 4:1 (1:0) | Haití       | Estadio Azteca, Ciudad de México                           |                                                            |
|                      | Sánchez 1' · Rangel 46', 70', 82' |           | Auguste 78' | Asistencia: 108 000 espectadores Árbitro(s): Ramón Barreto | Asistencia: 108 000 espectadores Árbitro(s): Ramón Barreto |

| Uniformes | Uniformes |
| --------- | --------- |
|           |           |

| 12 de octubre de 1977 | México                         | 3:1 (1:0) | El Salvador | Estadio Azteca, Ciudad de México                              |                                                               |
|                       | Cárdenas 36' · Rangel 59', 90' |           | Huezo 75'   | Asistencia: 110 000 espectadores Árbitro(s): Toros Kibritjian | Asistencia: 110 000 espectadores Árbitro(s): Toros Kibritjian |

| Uniformes | Uniformes |
| --------- | --------- |
|           |           |

| 15 de octubre de 1977 | México                                                                            | 8:1 (3:1) | Surinam          | Estadio Universitario, Monterrey                               |                                                                |
|                       | Rangel 24' · Isiordia 37', 49' · Sánchez 39', 90' · Jiménez 73', 84' · Chávez 80' |           | Schal 23' (pen.) | Asistencia: 52 000 espectadores Árbitro(s): José Luis Valverde | Asistencia: 52 000 espectadores Árbitro(s): José Luis Valverde |

| Uniformes | Uniformes |
| --------- | --------- |
|           |           |

| 19 de octubre de 1977 | México                            | 2:1 (1:1) | Guatemala     | Estadio Azteca, Ciudad de México                            |                                                             |
|                       | Vázquez 28' (pen.) · Cárdenas 81' |           | Mitrovich 44' | Asistencia: 110 000 espectadores Árbitro(s): Luis Pestarino | Asistencia: 110 000 espectadores Árbitro(s): Luis Pestarino |

| Uniformes | Uniformes |
| --------- | --------- |
|           |           |

| 22 de octubre de 1977 | México                        | 3:1 (2:1) | Canadá     | Estadio Universitario, Monterrey                          |                                                           |
|                       | Guzmán 31', 40' · Sánchez 65' |           | Parsons 9' | Asistencia: 55 000 espectadores Árbitro(s): Rudolph Moses | Asistencia: 55 000 espectadores Árbitro(s): Rudolph Moses |

| Uniformes | Uniformes |
| --------- | --------- |
|           |           |

## Resultado final
| México               |
| Clasificado          |
| Octava participación |

## Estadísticas

### Clasificación general
| Pos. | Selección             | Pts. | PJ | PG | PE | PP | GF | GC | Dif | Rend. |
| ---- | --------------------- | ---- | -- | -- | -- | -- | -- | -- | --- | ----- |
| 1    | Haití                 | 19   | 12 | 8  | 3  | 1  | 25 | 9  | 16  | 79.2% |
| 2    | México                | 14   | 9  | 6  | 2  | 1  | 23 | 6  | 17  | 77.8% |
| 3    | El Salvador           | 12   | 11 | 4  | 4  | 3  | 18 | 16 | 2   | 54.5% |
| 4    | Guatemala             | 11   | 11 | 4  | 3  | 4  | 23 | 16 | 7   | 50%   |
| 5    | Canadá                | 11   | 10 | 4  | 3  | 3  | 12 | 11 | 1   | 55%   |
| 6    | Costa Rica            | 6    | 6  | 1  | 4  | 1  | 8  | 6  | 2   | 50%   |
| 7    | Cuba                  | 6    | 5  | 2  | 2  | 1  | 7  | 5  | 2   | 60%   |
| 8    | Trinidad y Tobago     | 6    | 6  | 2  | 2  | 2  | 10 | 9  | 1   | 50%   |
| 9    | Surinam               | 6    | 10 | 2  | 2  | 6  | 15 | 24 | -9  | 60%   |
| 10   | Estados Unidos        | 4    | 5  | 1  | 2  | 2  | 3  | 7  | -4  | 40%   |
| 11   | Panamá                | 3    | 6  | 1  | 1  | 4  | 7  | 21 | -14 | 25%   |
| 12   | Guyana                | 2    | 2  | 1  | 0  | 1  | 2  | 3  | -1  | 50%   |
| 13   | Barbados              | 2    | 3  | 1  | 0  | 2  | 3  | 5  | -2  | 33.3% |
| 14   | Jamaica               | 0    | 2  | 0  | 0  | 2  | 1  | 5  | -4  | 0%    |
| 15   | República Dominicana  | 0    | 2  | 0  | 0  | 2  | 0  | 6  | -6  | 0%    |
| 16   | Antillas Neerlandesas | 0    | 2  | 0  | 0  | 2  | 1  | 9  | -8  | 0%    |

### Goleadores
| Jugador              |   | PJ |
| -------------------- | - | -- |
| Víctor Rangel        | 6 | 4  |
| Hugo Sánchez         | 4 | 5  |
| Javier Guzmán        | 2 | 1  |
| Raúl Isiordia        | 2 | 3  |
| Javier Cárdenas      | 2 | 6  |
| Alfredo Jiménez      | 2 | 6  |
| Pedro Damián Álvarez | 1 | 2  |
| Rafael Chávez        | 1 | 3  |
| Francisco Solís      | 1 | 4  |
| Hugo Dávila          | 1 | 4  |
| Arturo Vázquez Ayala | 1 | 9  |